# 埃迪尔·扎福安
埃迪尔·扎福安（1987年8月3日—）是一名马来西亚已退役职业足球运动员，目前在马来西亚足球超级联赛俱乐部柔佛DT担任助教。